# Ulëz
Ulëz – miasto w Albanii, w obwodzie Dibra. W 2011 roku liczyło 1 229 mieszkańców.